# Azaz (nahija)
Nahija Azaz (ar. ناحية مركز أعزاز) je nahija u okrugu Azaz, u sirijskoj pokrajini Alep. Površina nahije je 180,12 km2. Po popisu iz 2004. (prije rata), nahija je imala 47.570 stanovnika. Administrativno sjedište je u naselju Azaz.